# Uwe Sternbeck

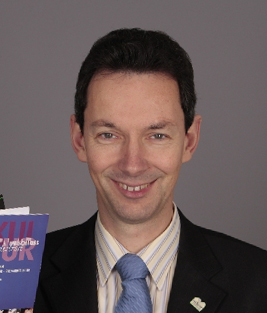
Uwe Sternbeck, 2010

Uwe Sternbeck (* 4. September 1962 in Hannover) ist ein deutscher Politiker (Bündnis 90/Die Grünen). Er war von 2004 bis 2019 Bürgermeister der Stadt Neustadt am Rübenberge in der Region Hannover.

## Leben
Sternbeck wuchs in den Garbsener Stadtteilen Berenbostel und Horst auf und legte 1982 das Abitur am Gymnasium Garbsen ab. 
Nach dem Studium von 1984 bis 1987 an der Fachhochschule für Verwaltung und Rechtspflege Hildesheim mit dem Abschluss zum Diplom-Verwaltungswirt (FH) arbeitete Sternbeck von 1987 bis 1990 als Landesbeamter bei der Bezirksregierung Lüneburg. Er wechselte zum Niedersächsischen Landwirtschaftsministerium, wo er Konzepte für EU-Förderprogramme für den ländlichen Raum erarbeitete. Von 1991 bis 1996 war er in der Staatskanzlei im Bereich der Energie- und Umweltpolitik sowie der Haushaltsplanung tätig. Von 1996 bis 2004 arbeitete Sternbeck in der Landesnahverkehrsgesellschaft Niedersachsen, der zentralen Stelle für den öffentlichen Personennahverkehr in Niedersachsen, zuletzt als Leiter der Bereichsgruppe Finanzmanagement und Controlling.
Am 27. Juni 2004 wurde Sternbeck in einer Stichwahl zum ersten hauptamtlichen Bürgermeister von Neustadt am Rübenberge gewählt. Am 11. September 2011 erfolgte seine Wiederwahl, welche von Bündnis 90/Die Grünen und der SPD unterstützt worden war. Im Oktober 2018 gab er bekannt, dass er 2019 nicht für eine weitere Amtszeit kandidieren werde. Am 1. November 2019 wurde er von seinem Parteikollegen Dominic Herbst als Bürgermeister abgelöst.
Sternbeck gehört seit 1985 den Grünen an und ist dem christlichen Glauben verbunden. Er wohnt seit 1992 in Neustadt am Rübenberge, ist seit 2005 in zweiter Ehe mit Anja Sternbeck verheiratet und hat einen Sohn Myrko (* 1990) aus erster Ehe.